# NAOS
NAOS est une entreprise multinationale française qui conçoit, fabrique et commercialise dans le monde entier des produits pour le soin et la santé de la peau sous les marques Bioderma, Institut Esthederm et État pur. Les produits de ces trois marques font l'objet d'études cliniques, publiées dans des revues à comité de lecture.
La société est détenue intégralement depuis 2018 par un fonds de dotation à visée philanthropique, la Jean-Noël Thorel Foundation.

## Historique
Jean-Noël Thorel, pharmacien biologiste, fonde en 1977 à Rungis le Centre d’études et de recherche en esthétique et dermatologie appliquée (CEREDAP). Il se rend ensuite à Manosque puis Aix-en-Provence une dizaine d'années plus tard, pour sa proximité avec l'industrie pharmaceutique montpelliéraine. Son but est de faciliter l'introduction de la biologie dans les cosmétiques.
En 1985, Jean-Noël Thorel fonde la société DIPTA (Développement Industrialisation et Promotion de Technologies Avancées). Aujourd'hui, les 3 marques Bioderma, Institut Esthederm et État pur sont réunies sous une seule entité, NAOS,.
En 1995, Bioderma développe une nouvelle technologie de démaquillant grâce aux micelles. Ces dernières permettent de capturer les salissures sans détruire le microbiome. L’eau micellaire Créaline H2O de Bioderma est inventée. Elle est devenue le produit de beauté le plus recommandé au monde selon Vogue.
En 2002, la société se lance sur les marchés internationaux. Huit ans après, Bioderma est la troisième marque la plus prescrite en France par les médecins derrière Avène des Laboratoires Pierre Fabre et La Roche Posay de L'Oréal.
En avril 2018, Jean-Noël Thorel coorganise avec Miroslav Radman le premier sommet de l'écobiologie, en Croatie,. Des chercheurs provenant de 30 pays[source secondaire souhaitée], dont plusieurs Prix Nobel[réf. nécessaire], ont pris part à cette rencontre. L'écobiologie est définie comme une approche au service de la nature, des êtres humains, du vivant ; comme un moment fondateur concernant la biologie humaine en général et le processus de vieillissement en particulier.
En 2019, le laboratoire Bioderma de NAOS s'est associé avec l'Institut Curie pour ouvrir un centre de soin et de recherche sur les effets secondaires sur la peau des traitements contre le cancer[source secondaire souhaitée].
NAOS finance depuis 2019 un programme de recherche visant à développer un pansement favorisant la régénération de la peau sur les zones brûlées, en collaboration avec une équipe de l'Institut national de la santé et de la recherche médicale de Nantes,.
En 2020, NAOS publie une étude sur les effets des gels hydroalcooliques, qui dé-sèchent la peau. 84 % des utilisateurs se plaignent de dessèchement. NAOS commercialise un soin contenant une phase lipidique qui permet de limiter ces effets négatifs. Les bénéfices tirés de la vente de ce produit ont été reversé durant toute l'épidémie de Covid-19 à des fondations œuvrant pour prévenir la pandémie,.

## Organisation et données financières
L'unique site de production des produits des trois marques du groupe est situé en France à Aix-en-Provence dans les Bouches-du-Rhône.
Le premier marché de NAOS est la France. Elle réalise cependant 77 % de son chiffre d'affaires à l’international, notamment en Asie où elle est bien implantée. Son business model est basé sur la prescription par les dermatologues. Tous les produits sont conçus en partenariat avec eux, et commercialisés via un circuit de distribution médical.
Selon le magazine Beauty INC, NAOS en 2020 est classé à la 47e place des groupes industriels de la beauté et est en progression moyenne constante avec 12 % de croissance organique en autofinancement depuis 20 ans.

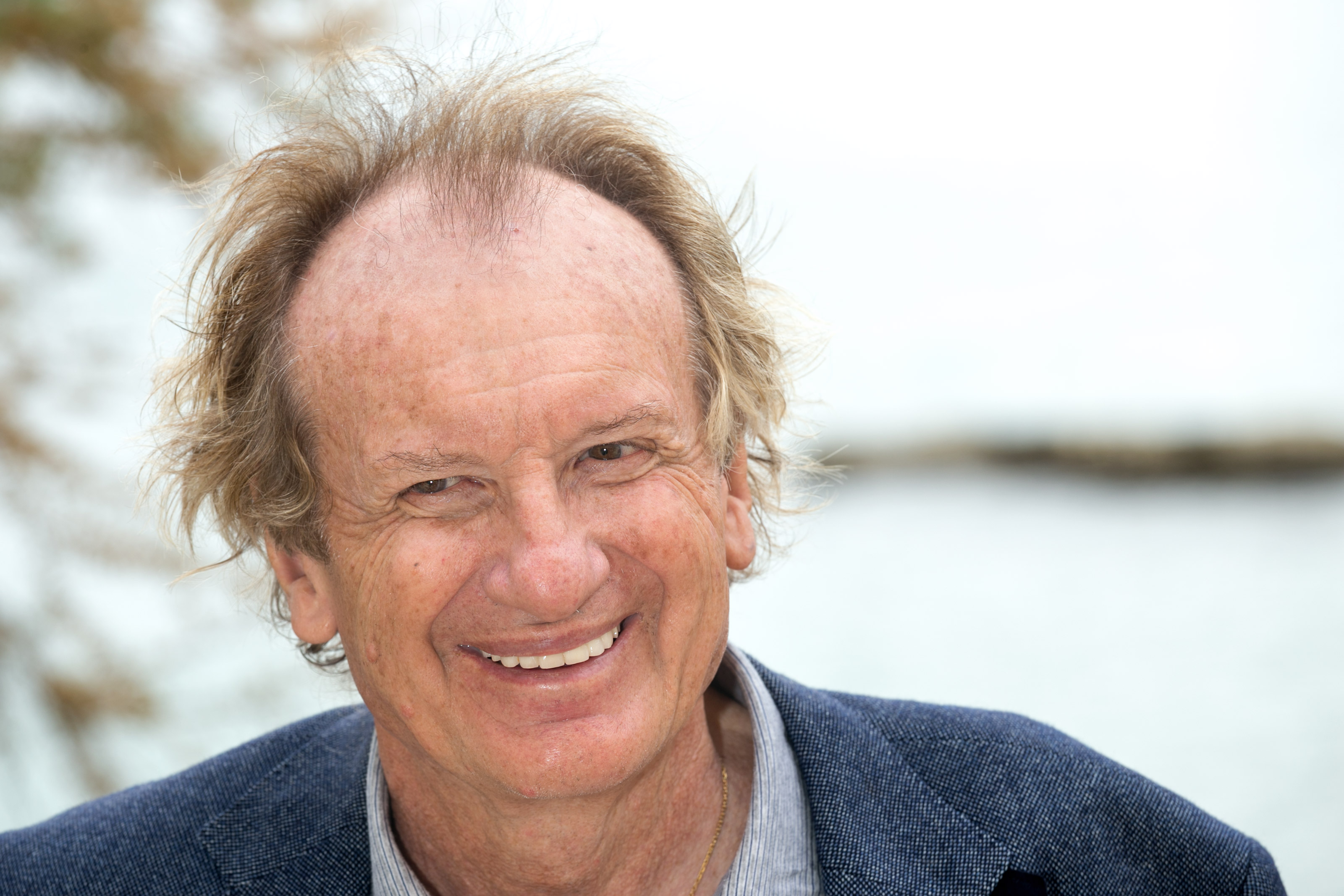
Jean-Noël Thorel, fondateur de NAOS, en 2014

En 2018, Jean-Noël Thorel souhaite clarifier et pérenniser la finalité de l’entreprise. Avec Céline Nebout, ils cèdent 100 % de leurs actions chez NAOS à la Jean-Noël Thorel Foundation. Le contrôle des activités NAOS est alors détenu par ce fonds de dotation (structure philanthropique) dont la mission est la réalisation du potentiel humain.

## Marques et produits
Les trois principales marques de produits commercialisées par NAOS sont Bioderma (1977 ; produits dermatologiques),, Institut Esthederm (1978 ; produits esthétiques),, et État pur (2011 ; produits de soin personnalisé),. État pur a obtenu le prix d'excellence de la beauté Marie Claire en 2012.
Les eaux micellaires font partie des produits best-sellers de l'entreprise. Et notamment la Créaline H20 de Bioderma, dont un exemplaire est vendu toutes les deux secondes dans le monde. En 2017, 60 Millions de consommateurs classe ce démaquillant en n° 1 dans son comparatif.
471 produits de la marque Bioderma font l'objet d'évaluation par Que Choisir. Bioderma fait partie, avec Vichy, des deux marques de cosmétiques vendues en pharmacie les plus suivies sur les réseaux sociaux.
NAOS met à disposition l'outil ASK Naos qui permet de connaître toutes les compositions de ses formules des produits de trois marques, en flashant par exemple le QR code présent sur chaque produit.

#### Ouvrages
- Jean-Noël Thorel, Un autre regard sur le soleil, Les éditions culinaires, 1er avril 2000, 71 p. (ISBN 978-2841230297)

#### Publications académiques
- Ludivine Flagel, « L'adaptabilité du marketing face à la diversité des marchés à l'international : le cas du Laboratoire dermatologique Bioderma », Thèse de Pharmacie ; Bordeaux 2,‎ 2005 (lire en ligne )
- (pt) Marie Coffinet, « Implementation of a consumer-centric digital strategy for Bioderma Ireland », Dissertação de mestrado, Iscte - Instituto Universitário de Lisboa,‎ 27 juillet 2020 (lire en ligne)
- « Etude de cas Bioderma. », INSEEC Bachelor Lyon,‎ 1er avril 2020 (lire en ligne)

#### Articles
- (en) Trompezinski S, « Assessment of a new biological complex efficacy on dysseborrhea, inflammation, and Propionibacterium acnes proliferation. », Clin Cosmet Investig Dermatol,‎ 31 août 2016 (DOI 10.2147/CCID.S110655)
- (en) Charles Taieb, « Interest in Micellar Solution to Reduce Unpleasant Skin Sensations », Clin Cosmet Investig Dermatol,‎ 25 août 2021 (DOI 10.2147/CCID.S318802)
- (en) Anita Krisko et Miroslav Radman, « Protein damage, ageing and age-related diseases », Open Biology,‎ 27 mars 2019 (DOI 10.1098/rsob.180249, lire en ligne)